# Horn-Klasse
Die Horn-Klasse war eine aus drei Schiffen bestehende Klasse von Kühlschiffen mit RoRo-Eigenschaften der ehemaligen Hamburger Horn-Linie.

## Geschichte
Die Schiffe der Horn-Klasse wurden von der Uljanik-Werft in Pula für die Reederei Pluto Shipping Monrovia, gebaut und an die Horn-Linie verchartert. Das Typschiff, die Hornbay, wurde Ende 1990, die beiden weiteren Schiffe der Klasse wurden 1991 (Horncap) und 1992 (Horncliff) abgeliefert.

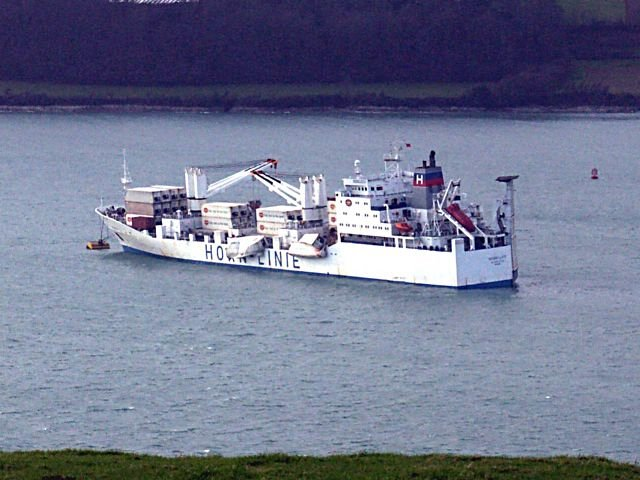
Die Horncliff vor Anker

## Technische Beschreibung
Die Schiffe wurden für den Transport von gekühlter Ladung entworfen. Sie verfügten über 525.000 ft³ Kühlladeraumvolumen in 15 Laderäumen, vier Luken und vier Decks. Die Laderaumhöhe beträgt 2,2 m und die Schiffe sind daher für den Palettentransport geeignet.

### Ladungsumschlag

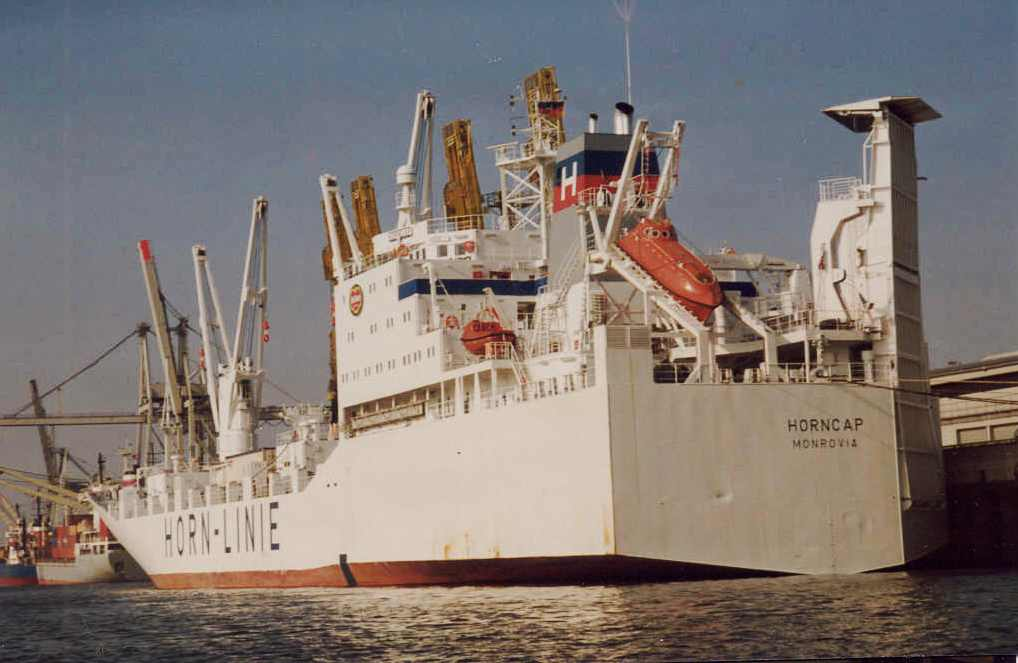
Blick auf das Achterschiff mit der Heckrampe und „Garage“

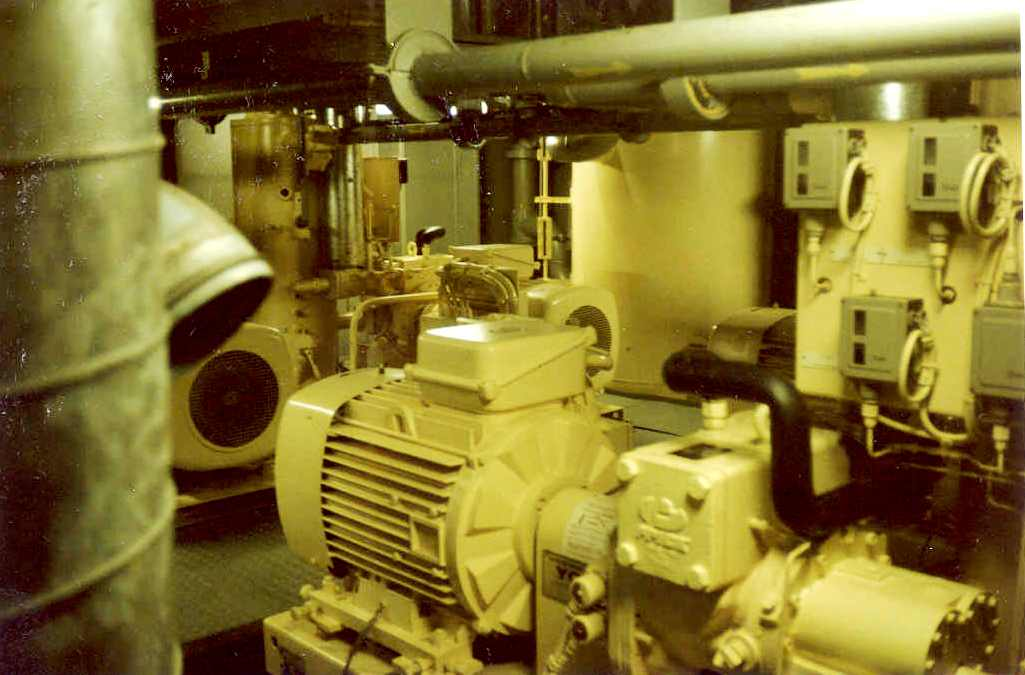
Die Kältemittelverdichter stehen in den Deckshäusern

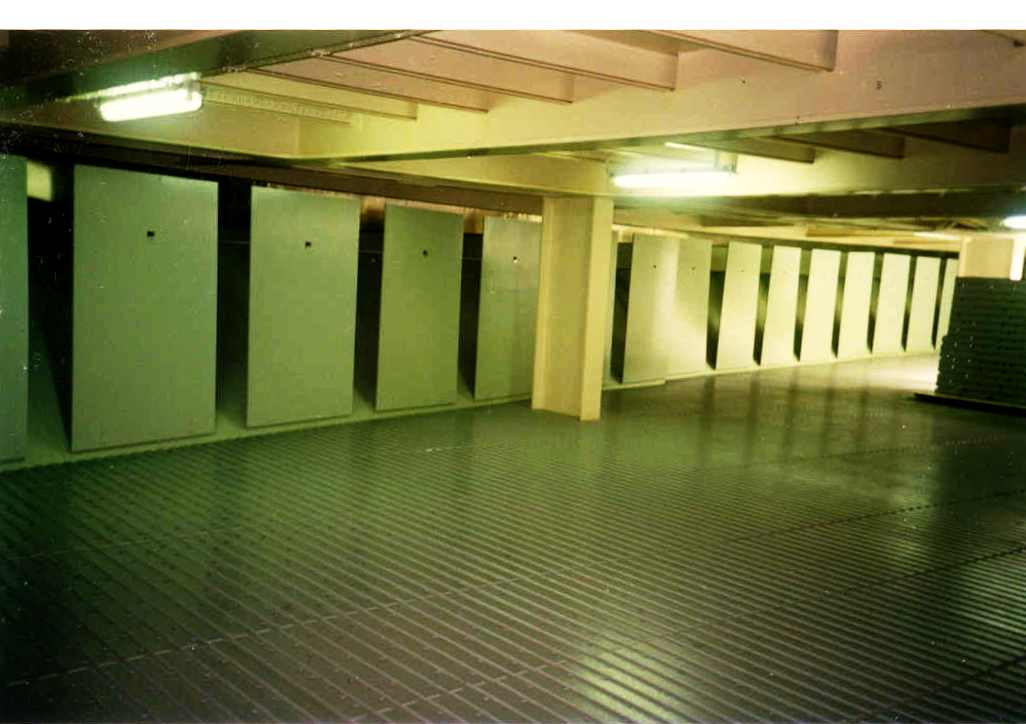
Blick in einen der Laderäume mit den Grätingen und für die Palettenfahrt hochgeklappten „Sideshorings“

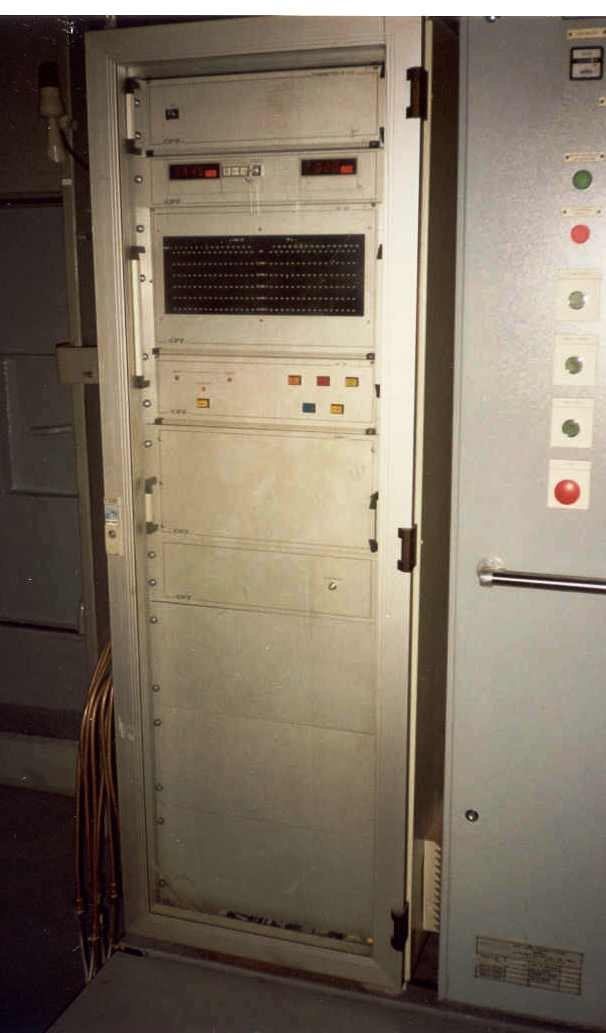
Zentral angeordneter Messchrank zur CO_{2}-Messung in den einzelnen Temperaturzonen

Für den Ladungsumschlag in den Ladehäfen standen vier Seitenpforten an der Backbordseite zur Verfügung. Im Löschhafen wurden die Fruchtkartons lange Zeit mit landseitigen Elevatoren gelöscht, ab 1995 zunehmend als Palettenware mit bordseitigen Kränen. Auch die an Deck befindlichen Kühlcontainer wurden mit den vier elektrohydraulischen Kränen mit 25 t Krankapazität umgeschlagen. Im sogenannten
„Twin Operation Modus“ war ein synchronisierter Betrieb von zwei Kränen möglich, in der gekoppelten Betriebsweise wurden 50 t erreicht. Die isolierten Faltlukendeckel an Deck und in den Laderäumen wurden hydraulisch betätigt.
Die Schiffe konnten auf der Ballastreise als RoRo-Schiff fahren, da sie mit einer Heckrampe mit den Abmessungen von 23 × 5 m und einer Garage im Heck ausgestattet waren. In den oberen Laderäumen befanden sich in den isolierten Laderaumschotten hydraulisch zu betätigende Türen mit einer Öffnung von 2,5 × 2 m, damit das rollende Beladen von Autos über die Heckrampe und durch die Schotten schnell erfolgen konnte. Die Garage im Heck hatte hohe Räume, daher konnten hier Lkw, Baumaschinen und sogar Hubschrauber transportiert werden. An Deck konnten rund 300 Kühlcontainer gestaut werden.

### Antrieb und Stromerzeugung
Der Antrieb des Festpropellers erfolgte durch einen langsamlaufenden Zweitaktmotor vom Typ MAN-B&W 6L60 MC mit sechs Zylindern, der eine Nenndrehzahl von 117/min hat und einen Wellengenerator mit 1.100 kW Nennleistung antrieb. Zur Stromerzeugung standen außerdem drei Dieselgeneratoren vom Typ MAN 6L28/32 mit 1.250 kW Leistung bei 720/min zur Verfügung. Die Generatoren vom Typ Siemens/Uljanik S 7213 hatten eine Leistung von 1.440 kVA, cos {\displaystyle \varphi } 0,8, 60 Hz und eine Spannung 440 V. Bis auf den Notdiesel wurden alle Dieselmotoren mit Schweröl angetrieben. Zum besseren Manövrieren war ein Bugstrahlruder mit 600 kW Leistung bei 380/min eingebaut.

### Ladungskühlanlage
Die Ladungskühlanlage mit Temperaturen bis −25 °C bestand aus der direkten Kälteanlage, den Kältemitteklverdichtern, den Verdampfern in den Laderäumen sowie dem Luftkühlsystem. Die Laderäume konnten in sieben Temperaturzonen unterteilt werden, um Kühlgüter mit unterschiedlichen Temperaturanforderungen zu transportieren. Die insgesamt acht Schraubenverdichter mit den Seewasser gekühlten Kondensatoren zur Verflüssigung des Kältemittels R22 befanden sich in den Deckshäusern zwischen den Luken 1 und 2 und 3 und 4. Die Verdampferräume mit den Laderaumlüftern befanden sich direkt darunter. Die E-Motoren der Laderaumlüfter waren polumschaltbar und konnten abhängig von der notwendigen stündlichen Luftumwälzzahl jeweils mit den Drehzahlen 1800/min (90-facher Luftwechsel für Bananen), 900/min (60-facher Luftwechsel, Äpfel, Birnen), 600/min (30-facher Luftwechsel, Tiefkühlgüter) betrieben werden.
Die gesamte Stellfläche für Paletten in den Laderäumen betrug bei den zur Stabilität der Pakettenladung hochgekleppten „Sideshorings“ rund 5.500 m². Der Luftkreislauf in den Laderäumen war für einen Luftwechsel bezogen auf den leeren Laderaum ausgelegt. Dabei erfolgte die Luftführung von unten nach oben, d. h. die in den Verdampferräumen befindlichen Lüfter saugten die Luft oben aus den Laderaum ab und drückten die Luft durch den Verdampfer, wo die Ladungswärme an das verdampfende Kältemittel abgegeben wurde. Die abgekühlte Luft strömte dann unter die Grätinge des Laderaums und durch Löcher in die auf den Grätingen stehende Kühlladung. Die durch die Ladung fließende Luft nahm die Ladungswärme auf und strömte nach oben, wo sie wieder abgesaugt und dadurch der Luftkreislauf geschlossen wurde. Bei atmender Fruchtladung wurde der CO2-Gehalt in der Laderaumatmosphäre als Maß für die Änderung der Reifevorgänge in den Früchten gemessen. Beim Überschreiten des CO2-Grenzwertes konnte mit separaten Lüftern eine bis zu zweifache stündliche Frischluftzufuhr erfolgen. Damit wurde die Reifung wieder verlangsamt.

### Sicherheitssysteme
Die Feuerlöschanlage bestand aus zwei elektrisch angetriebenen Kreiselpumpen mit je 83 m³/h Volumenstrom bei einem Nenndruck von 8 bar. Die bei Ausfall der elektrischen Stromversorgung über die Notschalttafel elektrisch angetriebenen Notfeuerlöschpumpe hatten ein Volumenstrom von 66 m/Std. bei einem Nenndruck von 8 bar. Für den Maschinenraum und die Laderäume war außerdem ein CO2-Feuerlöschsystem installiert.
Für den Notfall befand sich am Heck ein Freifallrettungsboot für 40 Personen, außerdem waren die Schiffe mit vier Rettungsinseln für je 25 Personen ausgestattet.

### Sonstiges
Die beiden Buganker hatten ein Gewicht von jeweils rund 5 t und die Ankerketten eine Länge von rund 310 m (Stb) und rund 280 m (Bb).

## Die Schiffe
| Horn-Klasse | Horn-Klasse | Horn-Klasse | Horn-Klasse       | Horn-Klasse                   | Horn-Klasse                                                                                                  | Horn-Klasse |
| Schiffsname | Baunummer   | IMO-Nummer  | Ablieferung       | Auftraggeber                  | Umbenennungen und Verbleib                                                                                   |             |
| ----------- | ----------- | ----------- | ----------------- | ----------------------------- | --- | ----------- |
| Hornbay     | 389         | 8802002     | 12. Dezember 1990 | Pluto Shipping Corp., Liberia | 2020 Abbruch in Alang                                                                                        |             |
| Horncap     | 390         | 8802014     | 28. Juni 1991     | Pluto Shipping Corp., Liberia | Thorn1 → auf der Überfahrt nach Alang Maschinenausfall ab 2. Juli 2021 vor Dschibuti → 2021 Abbruch in Alang |             |
| Horncliff   | 398         | 8912041     | 16. April 1992    | Pluto Shipping Corp., Liberia | 2017 Abbruch in Aliağa                                                                                       |             |